# Ōnan
Ōnan (邑南町?) è una cittadina giapponese della prefettura di Shimane.